# 別列斯特基 (佩爾沃邁西基區)
49°21′9″N 36°28′50″E / 49.35250°N 36.48056°E
貝雷斯特基（烏克蘭語：Берестки）是位於烏克蘭東部的村莊，隸屬哈爾科夫州洛佐瓦區的阿列克西伊夫卡市鎮。該村距離蘇姆齊和米哈伊利夫卡1公里，始建於1770年，面積0.11平方公里，海拔高度101米，2001年人口22。